# Calotis breviradiata
Calotis breviradiata là một loài thực vật có hoa trong họ Cúc. Loài này được (Ising) G.L.Davis mô tả khoa học đầu tiên năm 1952.